# Southern League (baseball)
De Southern League is een minor league baseballcompetitie die opereert in het zuiden van de Verenigde Staten. De competitie staat geregistreerd als een Double-A league. De competitie heet 'Southern League' sinds 1964, nadat de South Atlantic League, die al vanaf 1936 bestond, zijn naam aanpaste naar Southern League.

## Geschiedenis
De oorspronkelijke Southern League werd in 1885 geformeerd, maar weer opgeheven in 1899. Een nieuwe competitie, de Southern Association, werd in 1901 in het leven geroepen en bestond uit twaalf teams. De Southern Association hield in 1961 op te bestaan.  

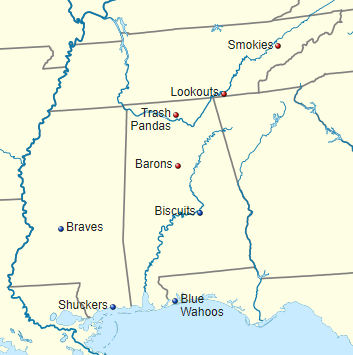
Kaart met huidige Southern League teams

In 1964 veranderde de South Atlantic League (bijgenaamd de "Sally League" en niet gerelateerd aan de huidige South Atlantic League) haar naam in Southern League. De oorspronkelijke South Atlantic League was middencircuit dat tussen 1904 en 1917, van 1919 tot 1930 (als South Atlantic Association), van 1936 tot 1942 en van 1946 tot 1963 bestond. The oude South Atlantic League groeide van Class C status naar Class B (tot 1942) en toen naar Class A (tot 1962). In het laatste seizoen werd de competitie opgekrikt naar Double-A.

## Indeling en teams
De Southern League is verdeeld in twee divisies: North en South. Voor 2005 werden de divisies Oost en West genoemd, maar toen de Greenville Braves naar Mississippi verhuisden in 2004, volgde een wijziging. De huidige president van de league is Lori Webb.
Het hoofdkantoor van de Southern League staat in de buitenwijk Marietta, Georgia van Atlanta.

## Complete teamlijst (1964–heden)
- Asheville Orioles
- Asheville Tourists
- Biloxi Shuckers
- Birmingham A's
- Birmingham Barons
- Carolina Mudcats
- Charlotte Hornets
- Charlotte Knights
- Charlotte O's
- Chattanooga Lookouts
- Columbus Astros
- Columbus Confederate Yankees
- Columbus Mudcats
- Columbus White Sox
- Evansville White Sox
- Greenville Braves

- Huntsville Stars
- Jackson Generals
- Jacksonville Expos
- Jacksonville Suns
- Knoxville Blue Jays
- Knoxville Smokies
- Knoxville Sox
- Lynchburg White Sox
- Macon Peaches
- Memphis Chicks
- Mississippi Braves
- Mobile A's
- Mobile BayBears
- Mobile Bucks
- Mobile Soldiers
- Mobile White Sox

- Montgomery Biscuits
- Montgomery Rebels
- Nashville Sounds
- Nashville Xpress
- Orlando Cubs
- Orlando Rays
- Orlando Sun Rays
- Orlando Twins
- Pensacola Blue Wahoos
- Port City Roosters
- Rocket City Trash Pandas
- Savannah Braves
- Savannah Indians
- Savannah Senators
- Tennessee Smokies
- West Tenn Diamond Jaxx